# Pleurocoronis
Pleurocoronis là một chi thực vật có hoa trong họ Cúc (Asteraceae).

## Loài
Chi Pleurocoronis gồm các loài: